# Grete Schødts
Grete Bøgebjerg Schødts (født 11. december 1945 i Svendborg, død 28. august 2021) var en dansk socialdemokratisk politiker og folketingsmedlem for Fyns Amtskreds fra 10. maj 1988 til 8. februar 2005. Schødts var også medlem af Svendborg Kommunalbestyrelse og Fyns Amtsråd i 1980'erne.

## Familie, uddannelse og arbejde
Schødts var datter af gårdejer Johannes Bøgebjerg Jørgensen og Elvira Jørgensen. Hun tog handelsskoleeksamen i 1964 og arbejdede som aftenskoleleder for Arbejdernes Oplysningsforbund i 1976 og var medhjælper på plejehjem 1971-1978.

## Fagforeningsarbejde
Schødts var formand for HK's ungdomsgruppe 1960-63. Hun var tillidsrepræsentant 1974-78 og medlem af bestyrelsen for Husligt Arbejderforbund i Svendborg 1972-88, heraf næstformand 1981-84 og formand 1984-88.

## Politisk karriere
Schødts blev valgt til både Svendborg Kommunalbestyrelse og Fyns Amtsråd i 1981. Hun sad i byrådet til 1985 og i amtsrådet til 1988. Hun blev opstillet til Folketinget i Svendborgkredsen i 1987, og var folketingsmedlem fra 1988 til 2005. I årene 1994-2001 var hun gruppesekretær for den socialdemokratiske folketingsgruppe.
Efter Schødt var stoppet i Folketinget, stillede hun igen op til byrådsvalget i Svendborg i 2005. Hun blev valgt og sad i Svendborg Sammenlægningsudvalg i 2006 og Svendborg Byråd fra 2007 til 2013.
I 2005 blev hun ridder af Dannebrog.